# Planet der Monster (2011)
Planet der Monster (Originaltitel: Ferocious Planet; auch The Other Side oder Alien Gateway) ist ein amerikanischer Science-Fiction- und Horrorfilm aus dem Jahr 2011 von Billy O’Brien.

## Handlung
Eine Forschergruppe um Dr. Karen Fast entdeckt die Möglichkeit, mit einem Gerät in fremde Dimensionen und Parallelwelten zu schauen. Während einer Demonstration des Experiments, bei dem Senator Jackson Crenshaw sowie mehrere Militärs anwesend sind, kommt es zu einem Unfall und der gesamte Präsentationsraum wird durch ein Dimensionstor in eine Parallelwelt katapultiert. Während alle Anwesenden ohnmächtig sind, erwacht Colonel Sam Synn und beobachtet ein katzengroßes, unbekanntes Wesen dabei, wie es einem der Anwesenden einen Arm abreißt und dann flieht. Synn kann das Wesen töten und präsentiert es der Gruppe, danach erklärt er die Räume als Quarantänebereich, den niemand verlassen darf. Senator Crenshaw widersetzt sich dem Befehl und öffnet den Ausgang, der in einen Wald führt – und noch während er sich umschaut, wird er von einem dinosaurierartigen Wesen angegriffen und in zwei Teile zerrissen. Lex Michaels stirbt an einem Herzinfarkt, der Rest der Gruppe verbarrikadiert sich und berät das weitere Vorgehen.
Auf einer Erkundung des Waldes nahe der Forschungsstation treffen die Wissenschaftler auf bekannte Pflanzen- und Pilzarten, kurz danach wird die Gruppe erneut von dem unbekannten Wesen angegriffen. Private Jordan Reid wird bei diesem Angriff getötet, die restliche Gruppe kann sich mit Ausnahme von Lieutenant Rivers retten. Dieser gerät in eine Treibsandgrube und muss von Synn und Dr. Fast gerettet werden. Die Wissenschaftler erklären, dass der einzige Weg zurück über den Dimensionsbetrachter möglich ist, der jedoch defekt ist und Wasser zur Energiegewinnung braucht. In der Zwischenzeit beschäftigen sich der Geschäftsmann Al Icia und Josh Burk mit dem toten kleinen Tier und stechen es versehentlich an, worauf ein Säurestrahl austritt und Icia tötet. Dr. Jillian O’Hara kommentiert dies mit dem Satz: „Nicht das Alien pieksen“.
Die Überlebenden gehen auf die Suche nach Wasser und finden dieses in Form eines Bachs, werden jedoch immer wieder von zwei Monstern angegriffen, die in der Nähe ein Nest haben, wobei weitere Personen sterben. Nachdem sie in einiger Entfernung einen Turm sehen, der eindeutig gebaut wurde, trennt sich Dr. Fast von den anderen, um dort nach intelligenten Wesen zu suchen. Synn, Dr. O’Hara und ihr Assistent Brian Murphy sowie Lieutenant Rivers versuchen als letzte Überlebende, die Maschine mit Wasser zu füllen und stellen dann fest, dass das Kühlsystem leckt. Zur Reparatur wollen sie Ammoniak benutzen, was sich im Blut der Monster findet. Auch Rivers und Murphy sterben bei dem Versuch, Rivers gelingt es jedoch aufgespießt an einem Baum auf einen Zahn des Monsters eine Bombe zu zünden und das Monster zu verletzen. Das zweite Monster wird von Synn mit Hilfe eines Eis vom Nest weggelockt und springt dem Ei, das Synn in einen Krater wirft, hinterher. Das verletzte Monster greift derweil Dr. Fast an, die festgestellt hatte, dass der Turm auch aus ihrer Dimension stammte und ebenfalls in die neue Dimension transportiert wurde. Colonel Synn und Dr. O’Hara können das Gerät reparieren und mit diesem aus der Dimension fliehen. Am Ende landen sie vermeintlich in ihrer Ursprungsdimension, wobei dies unklar bleibt.

## Kritiken
„Planet der Monster ist sicherlich nichts für jemanden, der ausschließlich Blockbuster schaut, dafür ist die Qualität in allen Belangen zu schlecht. Im Bereich der billig produzierten ‚Creature-Features‘ wird er aber durchaus seine Zielgruppe erreichen, denn es gelingt ihm, über knapp 90 Minuten durchgehend zu unterhalten und er hält so einige, wohl nicht ganz unfreiwillige, Lacher parat.“

## Hintergrund
Der Film wurde 2011 als Fernsehfilm der Filmfirmen Syfy und MNG films als 24. Film der Maneater-Filmserie gedreht. Die Aufnahmen wurden dabei vor allem in Irland gedreht. Die Veröffentlichung fand am 9. April 2011 in den Vereinigten Staaten statt.